# Papaipema limata
Papaipema limata là một loài bướm đêm trong họ Noctuidae.